# Fondo Europeo de Desarrollo
El Fondo Europeo de Desarrollo (FED) fue el instrumento principal de la ayuda al desarrollo que prestó la Comisión Europea a los países ACP y a los países y territorios de ultramar (PTU). En el seno de la Comisión, fue la Dirección General de Desarrollo y Relaciones con los Estados de África, el Caribe y el Pacífico (DG DEV) quien programaba los recursos. Financiado por el presupuesto de la Unión, tenía sus propias reglas y procedimientos financieros y se encontraba bajo gestión de la Comisión Europea y el Banco Europeo de Inversiones.
La creación del FED se concibió como un mecanismo de aplicación de lo dispuesto en el capítulo IV del tratado de Roma y particularmente de sus artículos 131 y 132. El primer ciclo de ayudas se aseguró para un periodo de cinco años que comenzó en 1959. Las ayudas inicialmente fueron para los países y territorios de ultramar. Sin embargo, poco después muchos de ellos dejaron de ser territorios, convirtiéndose en países independientes con plena soberanía y capacidad en el ámbito internacional. Se hizo necesario canalizar las ayudas de cooperación mediante algún tipo de acuerdo internacional que otorgara mayores garantías a la labor del FED y de ahí nacieron los acuerdos multilaterales de la Unión Europea con los diferentes grupos de países.

## Funcionamiento
Cada FED se instrumenta por un periodo aproximado de cinco años. Tras la conclusión del primer FED en 1964, cada nuevo ciclo del FED ha estado precedido por un acuerdo o convención (entre paréntesis en la lista de ciclos del FED).
- I FED: 1959-1964
- II FED: 1964-1970 (Convención de Yaundé I)
- III FED: 1970-1975 (Convención de Yaundé II)
- IV FED: 1975-1980 (Convención de Lomé I)
- V FED: 1980-1985 (Convención de Lomé II)
- VI FED: 1985-1990 (Convención de Lomé III)
- VII FED: 1990-1995 (Convención de Lomé IV)
- VIII FED: 1995-2000 (Convención de Lomé IV y su revisión IV bis)
- IX FED: 2000-2007 (Acuerdo de Cotonú)
- X FED: 2008-2013 (Acuerdo de Cotonú revisado)